# Химна Европе
Химна Европе, адаптирана тема из четвртог става Симфоније бр. 9 Лудвига ван Бетовена (Ода радости), усвојена је од стране Савета Европе 1972. године и користи се у Европској унији од 1986. Бетовенова музика је инспирисана песмом Фридриха Шилера, чији текст је такође део симфоније. Херберт фон Карајан, један од највећих диригената двадесетог века, написао је на молбу Савета Европе три инструментала за соло клавир, дувачки и симфонијски оркестар.
Шилерови стихови се често певају при извођењу химне, али због бројности европских језика немају службени статус.

### Незванични текст
| Оригинал на немачком језику Freude, schöner Götterfunken, Tochter aus Elysium! Wir betreten feuertrunken, Himmlische, Dein Heiligtum. Deine Zauber binden wieder, Was die Mode streng geteilt, Alle Menschen werden Brüder, Wo Dein sanfter Flügel weilt. | Превод на српски језик Радост искра све лепоте, Кћери из Елизија! Опојна ти моћ красоте, Узвишена мисија. Твоје снове вежу нити, Што растави мода зла. Сви ће људи браћа бити, Крило твоје спајат' зна. |